# Tyler Ludington
Tyler Ludington ist ein US-amerikanischer Biathlet.
Tyler Ludington lebt in Morrisville und startete für Ethan Allen BC. In der Saison 2007/08 des Biathlon-NorAm-Cup wurde er 13. der Gesamtwertung. Bei den Nordamerikameisterschaften 2008 in Itasca kam er auf den elften Platz im Sprint, wurde 13. des Verfolgungsrennens und 12. des Massenstarts. Weniger gut verlief die Saison 2008/09 im NorAm-Cup. Ludingten belegte nur den 42. Platz der Gesamtwertung.